# Giro della Provincia di Reggio Calabria 2011
Der 61. Giro della Provincia di Reggio Calabria (auch Challenge Calabria) war ein italienisches Rad-Etappenrennen, das vom 28. bis zum 30. Januar 2011 stattfand. Es wurde in drei Etappen über eine Gesamtdistanz von 531,1 Kilometern ausgetragen. Das Rennen war Teil der UCI Europe Tour 2011, dort in die Kategorie 2.1 eingestuft und das erste Etappenrennen in Europa im Jahr 2011. Ursprünglich sollte das Rennen über fünf Tage stattfinden, musste allerdings wegen finanzieller Schwierigkeiten verkürzt werden.
Gesamtsieger wurde der Italiener Daniele Pietropolli (lampre-ISD), der das Rennen bereits 2008 für sich entschieden hatte. Er verwies den kolumbianischen Profi José Serpa vom italienischen Team Androni Giocattoli und seinen Landsmann Daniel Oss von Liquigas-Cannondale, der bester Nachwuchs-Fahrer wurde, auf die Plätze.

## Teilnehmer
Der veranstaltende ASD Sporting Club 1907 lud die sechs größten italienischen Profi-Teams sowie drei italienische Continental Teams ein, von denen einige unter ausländischer Lizenz fahren. Außerdem standen noch vier kleine ausländische Mannschaften am Start. Einziger deutscher Starter war Stefan Schumacher vom Team Miche.
| UCI ProTeams Lampre-ISD Liquigas-Cannondale                                                    |                                                            |
| UCI Professional Continental Teams De Rosa-Ceramica Flaminia Acqua e Sapone Androni Giocattoli | Colnago-CSF Inox Farnese Vini-Neri Sottoli                 |
| UCI Continental Teams Miche D’Angelo & Antenucci-Nippo Donckers Koffie-Jelly Belly             | Loborika Favorit Team Team Sava-Kranj Meridiana Kamen Team |

## Etappen und Rennverlauf
Die erste Etappe des Rennens, die in Melito di Porto Salvo ganz im Süden des italienischen Festlandes begann und nach Norden hin führend in einer Bergankunft endete, war zugleich die schwerste der Rundfahrt. Daniele Pietropolli sicherte sich im Sprint einer siebenköpfigen Spitzengruppe den Sieg und legte so den Grundstein für seinen späteren Gesamtsieg. Doch auch das zweite Teilstück, welches den Süden Italiens von Osten nach Westen durchmaß, war mit einigen Anstiegen versehen. Eine große Fahrergruppe machte den Tageserfolg unter sich aus, wobei Oscar Gatto von Farnese Vini-Neri Sottoli nicht zu schlagen war.
Der Giro della Provincia die Reggio Calabria 2011 endete am dritten Tag mit einer Etappe, die das Fahrerfeld südlich in die Provinzhauptstadt Reggio Calabria führte. Topographische Schwierigkeiten waren nur in der ersten Hälfte des Rennens zu überwinden. Im Massensprint bereitete Sacha Modolo seinem Colnago-CSF Inox - Teamkollegen Manuel Belletti mustergültig den Sieg vor, um selbst noch Dritter zu werden. Pietropolli (Lampre-ISD) verteidigte seinen knappen Vorsprung und gewann zum zweiten Mal in seiner Karriere das hellblaue Trikot.
| Etappe | Tag        | Start – Ziel                      | Typ         | km    | Etappensieger       | Gesamtwertung       |
| ------ | ---------- | --------------------------------- | ----------- | ----- | ------------------- | ------------------- |
| 1.     | 28. Januar | Melito di Porto Salvo > Catanzaro | Hügeletappe | 164,1 | Daniele Pietropolli | Daniele Pietropolli |
| 2.     | 29. Januar | Soverato > Vibo Valentia          | Hügeletappe | 195,1 | Oscar Gatto         | Daniele Pietropolli |
| 3.     | 30. Januar | Pizzo > Reggio Calabria           | Flachetappe | 171,9 | Manuel Belletti     | Daniele Pietropolli |